# Chimay
Chimay è un comune belga di 9 896 abitanti.
Chimay è la città capitale un tempo del Principato di Chimay, tutt'oggi sede principesca.

## Geografia fisica
La città è situata sulla striscia calcarea della Calestienne, su un terreno adatto alla coltivazione iniziata molto prima dell'insediazione monastica. Chimay si trova in una grande radura nelle foreste delle Ardenne.
Monumento più importante è senz'altro il Castello di Chimay, con splendidi ambienti (tra cui un teatro rococò ispirato a quello del Castello di Fontainebleau e alcuni mobili del Castello di Compiègne della famiglia reale francese) e opere d'arte, tutt'oggi sede dei Principi anche se aperto al pubblico. Interessante anche la chiesa collegiata dei Ss. Pietro e Paolo, ricostruita nel XVI secolo ma che conserva il coro del Duecento e diverse opere d'arte (tra i suoi canonici famoso fu lo storico Jean Froissart),
Più a Sud, verso l'altopiano di Rocroi, con l'avvento dei monaci della vicina Abbazia di Notre-Dame de Scourmont a metà Ottocento, è stata ampliata la coltivazione sui terreni assegnati al pascolo di bestiame e alle coltivazioni più povere, come la segale. A partire dai secoli XVIII e XIX gli agricoltori hanno occupato queste radure incoraggiati dallo Stato.

## Amministrazione
Situata nel distretto amministrativo di Thuin, è nata dalla fusione di 14 comuni, il 1º gennaio 1977.
Il 1º gennaio 2012, Chimay contava 9 896 abitanti (Chimaciens).

### Gemellaggi
Chimay è gemellata con:
- Ramsgate, Inghilterra Regno Unito
- Conflans-Sainte-Honorine, Francia